# 長見玲亞
長見玲亞（日语：／ Nagami Rea；2002年5月28日—）是日本女演員，出身自神奈川縣，Sweet Power旗下藝人。

## 作品列表

### 電視劇
- 外貌協會100% 第3、7集（2017年4月27日、5月25日，富士電視台）
- 大人高校（2017年10月14日－12月9日，朝日電視台）：飾演 伊藤奈緒
- 必殺仕事人2018（2018年1月7日，朝日電視台）：飾演
- 高嶺與花（2019年4月22日－6月10日，富士電視台）：飾演 藤原光子
- 不覺得說博多話的女孩子很可愛嗎？（2019年7月19日，福岡放送）：飾演 下町子
- 親愛的妮娜（2020年7月17日－9月4日，富士電視台）：飾演 森岡麻美
- MIU404 第7集（2020年8月7日，TBS）：飾演
- 我家女兒交不到男朋友！！（2021年1月13日－3月17日，日本電視台）：飾演 愛梨
- 別哭實習醫生（2021年4月24日－6月26日，朝日電視台）：飾演 石川綾
- 只是在結婚申請書上蓋個章而已（2021年10月19日－12月21日，TBS）：飾演 田村彩乃
- 毛骨悚然撞鬼經驗 2021特別篇「校園的七不思議」（2021年10月23日，富士電視台）：飾演 同班同學
- 警視廳・搜查一課長 season6 第8話（2022年6月2日，朝日電視台）：飾演 陽木渚
- 家庭教師寅子（2022年7月20日－，日本電視台）：飾演 上原椿
- Get Ready!（2023年1月－，TBS）：飾演 台場虹江

### 電影
- 星に願いを（2018年1月11日上映）

## 外部連結
- 經紀公司個人資料頁面（日語）
- 長見玲亞的Instagram帳戶（日語）